# Ermenguer
Ermenguer (fl. IX secolo) fu il primo conte di Empúries, tra l'813 e l'817.

## Biografia
Sembra che fosse un visigoto, membro della nobiltà locale. Quando la situazione nell'area si stabilizzò sotto il controllo dei Franchi, il pagus di Empúries di separò dalla contea di Girona e a Ermenguer fu assegnata la contea da Carlomagno (o dal figlio Ludovico il Pio) all'incirca verso l'813.
Nell'anno 812, diversi conti della Settimania e della Gotia, tra cui il conte di Empúries, viaggiarono verso la corte di Carlomagno, ad Aquisgrana, per assistere a un giudizio richiesto contro di loro a causa dell'imposizione di tributi eccessivi sulle terre di un gruppo di proprietari terrieri ispanici. È probabile che nell'812 già esistesse un conte di Empúries e che fosse Ermenguer.
Il fatto più rilevante del governo di Ermenguer più notevole, è stata la vittoria navale acquisita nella lotta contro i pirati saraceni, che ebbe luogo nei pressi delle Isole Baleari nell'813. Ermenguer, a capo di una flotta carolingia appena creata, salpò per le isole per combattere la pirateria che affliggevano la costa mediterranea. In prossimità delle Baleari si incontrò con alcune imbarcazioni saracene che tornavano dopo aver saccheggiato Corsica e Sardegna. Nella battaglia navale i pirati furono sconfitti, otto delle sue navi furono catturate e 500 prigionieri cristiani furono liberati. I Franchi presero le Baleari e le misero sotto il protettorato della contea di Empúries, ma le persero per mano dei musulmani nell'885.
Verso l'817, forse perché Ermenguer era morto o perché si voleva effettuare una riorganizzazione nella distribuzione delle contee carolingie in Aquitania, Settimiana e Marca Hispanica, la contea di Empúries passò nelle mani di Gocelone che era anche conte del Rossiglione.